# Mort subite du sportif
Pour les articles homonymes, voir mort subite.
La mort subite du sportif est un décès imprévisible survenant pendant la pratique sportive. Elle est principalement due à une fibrillation ventriculaire qui complique une cardiopathie coronarienne débutante qui n’a pas été diagnostiquée.
Dans le monde, la mort subite frappe chaque année deux athlètes de 12 à 35 ans sur 100 000 et les lésions cardiaques en constituent la principale cause, dans plus de 90 % des cas. En France, on estime à environ 500 cas par an le nombre de morts subites du sportif.
Les principales actions à mener en cas d'accident cardiaque est de prévenir les secours, de réaliser un massage cardiaque dans le cadre d'une réanimation cardiopulmonaire, puis de mettre en œuvre un défibrillateur.
La mort subite du sportif est souvent perçue comme incompréhensible, car brutale et touchant des individus bien portants qui semblent en excellente santé. Certains drames ayant lieu dans le monde professionnel sont souvent associés par les médias ou l'opinion au dopage, mais les cardiologues ne sont pas tous de cet avis.

## Épidémiologie
L'incidence annuelle aux États-Unis est d'environ 4,5 cas par million de sportifs. 90 % des cas surviennent lors d'activités de loisirs. L'incidence chez les Afro-Américains est plus forte. Le sport le plus à risque semble être le basket-ball. L'incidence chez la femme est beaucoup plus faible.
En France, 830 cas ont été dénombrés entre 2005 et 2010, presque exclusivement masculins et essentiellement lors d'activités de loisirs. 93 % des cas ont eu lieu devant témoins mais seuls un tiers des patients ont bénéficié d'une réanimation immédiate.
D'après une étude de la Société française de cardiologie, environ 500 cas de mort subite du sportif ont lieu chaque année en France dont 95 % d'hommes.

## Causes
Chez l’athlète de plus de 35 ans, la maladie coronarienne est la cause retrouvée dans 4 cas sur 5. Chez les plus jeunes, la cardiomyopathie hypertrophique et la dysplasie ventriculaire droite arythmogène sont les deux principales causes.

## Dépistage des sujets à risque
Il s'agit d'un sujet délicat et dont les modalités varient suivant les pays. Le risque est double : passer à côté d'un sujet à risque en ne pratiquant pas des examens assez poussés ou, au contraire, casser la carrière d'un sportif de haut niveau sur une anomalie atypique et discutable.
Des recommandations ont été publiées en 2005 par l'European Society of Cardiology et en 2007 par l'American Heart Association. Dans les deux cas, elles ne concernent que le sportif dit de « haut niveau » mais pas le sportif amateur.
Ainsi, l'électrocardiogramme systématique reste discuté : il aurait diminué sensiblement le nombre de morts subites en Italie mais pas en Israël et est prescrit dans les recommandations européennes mais pas dans celles américaines.

## Cas de mort subite de sportifs professionnels

### Au football
Le 21 avril 1980, le Français Omar Sahnoun meurt d’une crise cardiaque au cours d'une séance d'entraînement en avril 1980 avec le club des Girondins de Bordeaux, après avoir connu une alerte en 1977 et avoir arrêté provisoirement le sport.
Le 4 janvier 1997, Hédi Berrekhissa, footballeur de l'équipe nationale de Tunisie, décède à la suite d'un arrêt cardiaque lors d'un match amical contre l'Olympique lyonnais tenu au stade Chedly-Zouiten.
Le 29 septembre 2001, l'international marocain Youssef Belkhouja meurt à cause d'une crise cardiaque en plein derby (Raja -Wydad) comptant pour la demi-finale de la Coupe du trône.
Le 26 juin 2003, l'international camerounais Marc-Vivien Foé s'écroule sur le terrain du stade de Gerland de Lyon durant un match de la Coupe des confédérations, les yeux révulsés. il est tenté une réanimation cardiaque pendant 45 minutes sans réaction positive. Une autopsie a déterminé que la mort avait pour origine une crise cardiaque consécutive à une malformation congénitale (hypertrophie cardiaque),.
Le 25 janvier 2004, l'international hongrois Miklós Fehér s'éteint à 24 ans, victime d'une attaque cardiaque en plein match (Benfica Lisbonne - Vitoria Guimarães), juste après s'être vu infliger un carton jaune par l'arbitre,. Transporté à l'hôpital, Feher n'a jamais repris connaissance. Selon l'autopsie, il souffrait d'une malformation cardiaque.
Le 27 octobre 2004, Serginho (de son vrai nom Paulo Sérgio Oliveira da Silva), footballeur brésilien de Sao Caetano (1re div. brésilienne), trente ans, s'effondre sur la pelouse au cours d'un match contre São Paulo, avant de décéder. Sa mort a créé une énorme polémique au Brésil car l'autopsie a révélé que le cœur du joueur était malade et pesait 600 grammes, soit environ deux fois le poids normal. Le club de Sao Caetano, son président et son médecin, ont été lourdement sanctionnés par la justice sportive (suspensions et retrait de points au classement pour le club),.
Le 25 juin 2005, Hugo Cunha (en), milieu de terrain du club de football portugais União Leiria (1re div. portugaise) décède à 28 ans alors qu'il disputait un match avec des amis. Le joueur, victime d'un malaise cardiaque, est tombé sans connaissance sur le terrain et n'a pu être réanimé par les pompiers.
Le 11 avril 2006, Victor Alfonso Guerrero, jeune espoir colombien de 17 ans d'Envigado FC (1re div. colombienne de football), qui jouait avec la réserve du club, décède subitement lors d'un entraînement. Il avait perdu conscience sur le terrain et était arrivé sans vie à l'hôpital.
Le 31 août 2006, l'international égyptien Mohamed Abdelwahab décède d'une crise cardiaque alors qu'il s'entraîne avec son club d'Al Ahly SC.
Le 25 août 2007, lors d'une rencontre entre le FC Séville et Getafe CF, l'international espagnol Antonio Puerta est victime d'un premier arrêt cardiorespiratoire sur le terrain. Réanimé sur la pelouse, il subit quatre autres arrêts cardiaques dans les vestiaires. Transporté à l'hôpital dans un état grave, il y fait un nouvel arrêt cardiaque, puis est placé en soins intensifs. Les médecins découvrent une dysplasie ventriculaire droite arythmogène. Il meurt finalement le 28 août des complications de ses troubles cardiaques,
Le 29 décembre 2007, l'international écossais Phil O'Donnell, capitaine du club de Motherwell, s'écroule pendant un match contre Dundee United alors qu'il s'apprête à être remplacé. Il est emmené en urgence à l'hôpital mais décède durant le trajet.
Le 14 avril 2012, lors de la rencontre entre Livourne et Pescara, le joueur de football italien Piermario Morosini est victime d'un arrêt cardiaque,. Il décèdera au cours du trajet l'emmenant à l'hôpital.
Le 2 septembre 2012, lors d'une rencontre de deuxième division suédoise le joueur de football suédois Victor Brannstorm est victime d'un arrêt cardiaque et meurt à l'arrivée à l'hôpital.
Le 30 avril 2015, Gregory Mertens, défenseur belge de Lokeren, âgé de 24 ans, victime d'une crise cardiaque lors d'un match de réserves contre Genk trois jours plus tôt, est décédé dans un hôpital de Bruxelles.
Le 6 mai 2016, le Camerounais et ex-joueur du Mans Patrick Ekeng est décédé à l'âge de 26 ans, alors qu'il jouait un match du Championnat de Roumanie pour le Dinamo de Bucarest. Il meurt à l'hôpital, à la suite d'un malaise cardiaque survenu sept minutes après son entrée sur la pelouse.
En novembre 2023, Reed Ryan (22 ans), joueur de football universitaire américain, décède après un arrêt cardiaque à l’entraînement dans le Maryland.
En août 2024, Juan Izquierdo (27 ans), footballeur uruguayen, décède d’un arrêt cardiaque pendant un match de Copa Libertadores.

#### Cas évités
Le 18 janvier 2008, le joueur de football français Marco Randrianantoanina est victime d'un arrêt cardiaque, après une vingtaine de minutes de jeu, lors d'un match de la 21e journée de Ligue 2, contre Sedan. Il est réanimé sur le terrain par Manuel Afonso, le médecin du CS Sedan-Ardennes grâce à un défibrillateur.
Le 12 juin 2021, lors d'un match de l'Euro 2020 opposant le Danemark à la Finlande en phase de groupes, Christian Eriksen, alors âgé de 29 ans, est victime d'un grave arrêt cardiaque vers la 42e minute. Après une dizaine de minutes sur le terrain où les équipes de secours procèdent à des massages cardiaques et utilisent un défibrillateur, il est évacué vers un hôpital de Copenhague dans un état stable pour y subir une série d'examens. Le 17 juin 2021, il est annoncé qu'un défibrillateur automatique va lui être implanté. Après la réussite de cette opération de la veille, il est autorisé à quitter l'hôpital le 18 juin.

### Dans d'autres sports
Le 4 juin 1923, le jockey américain Frank Hayes meurt d'un infarctus du myocarde durant une course hippique. Son corps est maintenu en selle et le cheval Sweet Kiss gagne la compétition, faisant de Hayes le premier jockey mort à remporter une course.
Le 27 juillet 1993, le basketteur américain Reggie Lewis décède d'une attaque cardiaque en plein match, durant un match d'entraînement off-season à l'université Brandeis, dans la ville de Waltham (Massachusetts). Il n'avait que 27 ans.
Le 29 octobre 1995, le rugbyman français Éric Morisse, troisième ligne aile du Stade Bordelais Université Club de rugby, 28 ans, décède des suites d'une crise cardiaque, survenue en plein match, dans l'ambulance qui le transportait dans un hôpital de La Rochelle.
Le 20 novembre 1995, le patineur russe Sergueï Grinkov, 28 ans, quadruple champion du monde de patinage artistique et médaillé d'or olympique en 1988 et 1994, décède d'une crise cardiaque lors d'un entraînement à Lake Placid. Il s'était effondré en tentant de soulever sa partenaire et épouse, Ekaterina Gordeeva.
Le 20 août 2005, le joueur américain de football américain Thomas Herrion s'effondre dans le vestiaire, victime d'un infarctus, après la fin d'un match amical de préparation de son équipe des San Francisco 49ers.
Le 30 août 2007, Cédric Schlienger, volleyeur de Chaumont Volley-Ball 52 (Pro B), décède d'un arrêt cardiorespiratoire au cours de l'entraînement. Âgé de 26 ans, le joueur s'est effondré subitement et n'a pu être réanimé sur place. Il est mort lors de son transfert à l'hôpital.
Le 3 novembre 2007, l'athlète américain Ryan Shay succombe à une crise cardiaque en plein marathon à New York.
Le 13 octobre 2008, le joueur russe de hockey sur glace Alekseï Tcherepanov est victime d'un arrêt cardiaque sur le banc de son équipe lors du troisième tiers d'un match de la Ligue continentale de hockey contre le Vitiaz Tchekhov. Il décède quelques minutes plus tard à l'âge de 19 ans. Il apparaît lors de l'enquête que les secours ont mis douze minutes à arriver et que la batterie du défibrillateur était déchargée.
Le 11 janvier 2009, le rugbyman international tongien Feao Latu, troisième ligne de Périgueux, s’effondre à Cahors lors d’un match comptant pour le championnat de Fédérale 1. Victime d’un malaise cardiaque, le joueur de 28 ans n'a pu être ranimé par les secours.
Le 4 mars 2009, Sebastian Faisst, joueur allemand de handball de 20 ans, est décédé après s’être effondré sur le terrain lors du match Suisse-Allemagne des moins de 21 ans. Après avoir marqué un but, il a trébuché en revenant vers le centre du terrain, avant de chuter lourdement à terre. Ni le médecin de l’équipe, ni les secouristes ne sont parvenus à le ranimer. Capitaine de sa sélection, le jeune homme jouait dans le club de Dormagen, en première division allemande.
Le 21 juillet 2011, Patrick Musimu, l’apnéiste belge rendu célèbre par son record de 209,6 m en No limit, est décédé lors d’un entraînement dans sa piscine. Le rapport médical indique que la cause du décès est une mort subite du sportif.
Le 30 avril 2012, en natation, alors qu’il prenait sa douche à la suite d'un entraînement à Flagstaff aux États-Unis en vue des Jeux olympiques, le nageur norvégien spécialiste de la brasse, Alexander Dale Oen est victime d’un arrêt cardiaque.
Le 8 juillet 2012, le basketteur américain Peter Sauer (it) tombe raide mort sur le terrain.
Le 8 avril 2018, le cycliste belge Michael Goolaerts meurt à 23 ans après avoir pris le départ de la course du Paris-Roubaix.
Le 18 mars 2019, le nageur hongkongais Kenneth To, médaillé d'argent aux championnats du monde de natation en 2013, est victime d'un malaise cardiaque après une séance d'entraînement en Floride. Il décède le même jour à l'hôpital à l'âge de 26 ans.
Le 7 janvier 2021, Alex Sandro Apolinário (24 ans), footballeur brésilien, s’effondre sur le terrain pendant un match au Portugal. Il est hospitalisé mais meurt quelques jours plus tard des suites d’un arrêt cardiaque.
Le 11 novembre 2023, Raphael Dwamena (28 ans), attaquant ghanéen, décède en plein match en Albanie après un arrêt cardiaque. Il portait un défibrillateur implanté suite à des antécédents d’arythmie.
En juin 2023, Bruno Teixeira (26 ans), coureur brésilien, meurt d’un infarctus pendant une course surprise au Brésil.
Le 10 avril 2024, Adrian Lehmann (34 ans), marathonien suisse, s'effondre lors d’un entraînement à Zurich. Il meurt d’un infarctus.
Le 23 janvier 2024, Alba Cebrián (23 ans), athlète espagnole, meurt d’un arrêt cardiaque à l'entraînement.
Le 10 juillet 2024, Jesusa Mora (16 ans), judokate cubaine, décède d’un infarctus trois jours après une compétition scolaire.
En novembre 2024, José Mateus Correia Silva (28 ans), culturiste brésilien, meurt d’un infarctus pendant un entraînement.
Le 15 mars 2025, Nicolas Haddad (15 ans), joueur de rugby français, meurt après un arrêt cardiaque en plein match.
Le 2 février 2025, Aaron Jordan Johnston (24 ans), coureur irlandais, s'effondre durant le semi-marathon de Glasgow. Il décède peu après.
Le 17 mai 2025, Charles “Ace” Rogers (31 ans), coureur américain, meurt pendant le Brooklyn Half Marathon.
Le 1er juin 2025, Ellen Cassidy (24 ans), coureuse irlandaise, s'effondre juste après avoir franchi la ligne d’arrivée du semi-marathon de Cork. Elle décède à l’hôpital.
Le 25 mai 2025, Olivia Tuohy (24 ans), infirmière et coureuse irlandaise, décède pendant le semi-marathon d’Édimbourg.
Le 7 juin 2025, João Gabriel Hofstatter (20 ans), coureur brésilien, meurt après un arrêt cardiaque durant le semi-marathon de Porto Alegre.
Le 10 juin 2025, Cristina Santurino (36 ans), ultra-traileuse espagnole, est retrouvée morte à son domicile à El Hierro quelques jours après avoir terminé un ultra-trail.
Le 10 juin 2025, Eliud Kipsang (28 ans), ancien recordman NCAA du 1500 m, meurt quatre jours après un arrêt cardiaque. Il était hospitalisé à l’Université de l’Alabama.
Le 5 avril 2025, Camryn Morris (19 ans), coureur américain, meurt d’un arrêt cardiaque pendant le Corvallis Half Marathon.
Le 11 février 2025, Miguel Santos (29 ans), coureur portugais, s’effondre au cours du Half Marathon de Cascais. Il meurt malgré l’intervention des secours.
Le 27 avril 2025, Mateo Cruz (23 ans), meurt après avoir franchi la ligne d’arrivée du Eugene Half Marathon (Oregon).
Le 18 mai 2025, Roland Liinar (25 ans), meurt après s’être effondré au marathon de Riga, Lettonie.
Le 11 mai 2025, Jon Devereux (28 ans), meurt d’un arrêt cardiaque après une course à Bristol (Royaume-Uni).
Le 26 mai 2025, Kennedy Evans Sánchez (24 ans), athlète de CrossFit nicaraguayen, meurt d’un infarctus en pleine compétition à Managua.

## Sportifs non-humains
Une mort subite de causes similaires à celle des sportifs humains peut survenir chez les chevaux de compétition : elles concernent 9 à 13 % des morts de chevaux en course de galop. Les causes en sont cardio-vasculaires et respiratoires.